# به خطر افتادن امنیت کامپیوتر در اثر خرابی سخت‌افزار
به خطر افتادن امنیت کامپیوتر در اثر خرابی سخت افزار یکی از شاخه های امنیت کامپیوتر، در رابطه با سخت افزار است. هدف امنیت کامپیوتر، حفاظت اطلاعات و دارایی از سرقت، فساد اداری یا بلایای طبیعی است، به‌طوری که همزمان این اطلاعات و دارایی، به جهت تغییر، در دسترس کاربر مورد نظر قرار گیرد. چنین اطلاعات محرمانه‌ای را می توان با روش های مختلف بازیابی کرد. این مقاله، به بازیابی اطلاعات، به علت استفاده نادرست یا خرابی و از‌ کار افتادن سخت افزار، می‌پردازد. با بهره‌‌برداری یا استفاده نادرست از سخت افزار می توان داده های مخفی را می‌توان به دست آورد. در این مقاله، انواع اصلی حمله که می‌تواند منجر به سرقت اطلاعات شود، آمده است.
امنیت کامپیوتر می‌تواند از طریق دستگاه‌هایی، مانند صفحه کلید(کیبورد)، صفحه نمایش (مانیتور) و یا چاپگرها(به عنوان مثال از طریق تابش الکترومغناطیسی یا صوتی) یا از طریق اجزای کامپیوتر، مانند حافظه، کارت شبکه و یا پردازنده( به عنوان مثال به دلیل تغییرات ایجاد شده با گذر زمان و تغییر دما)، در معرض خطر قرار گیرد.

## دستگاه‌ها
صفحه نمایش
صفحه نمایش اصلی‌‌ترین دستگاه مورد استفاده برای دسترسی به داده‌های کامپیوتر است. صفحه‌های نمایش داده های محیط خود را تابش می دهند یا منعکس می کنند و به‌طور بالقوه به مهاجمین امکان دسترسی به اطلاعات نمایش داده شده در صفحه نمایش را می‌دهند.
تابش‌های الکترومغناطیسی

واحدهای نمایشگر تصویری تابش می‌کنند:
- هارمونیک‌های با پهنای کم سیگنال‌های ساعت دیجیتال
- هارمونیک های با پهنای زیاد سیگنال‌های دیجیتال مختلف "تصادفی" مانند سیگنال ویدیویی

تابش سازش دهنده یا تشعشعات تمپست (TEMPEST)، یک کلمهٔ کد برای برنامه دولت ایالات متحده، با هدف حمله به مسئلهٔ مذکور است؛ که در آن پخش الکترومغناطیسی داده‌ها در برنامه های حساس کامپیوتری، موجب نگرانی قابل توجهی شده است. کسانی که استراق سمع می‌کنند، می‌توانند محتوای نمایشگرهای تصویری را با استفاده از فرکانس های رادیویی که تولید می‌شوند، بازسازی کنند. هر هارمونیک (تابش شده) سیگنال ویدیویی، شباهت قابل توجهی به سیگنال تلویزیونی پخش شده دارد. در صورت عدم اقدام پیشگیرانه، استراق سمع از واحدهای نمایشگر تصویری، حتی از فواصل چند صد متر، و فقط با استفاده از یک گیرنده تلویزیون سیاه و سفید معمولی، یک آنتن جهت‌دار و یک تقویت‌کننده آنتن، امکان‌پذیر است. حتی می‌توان از برخی از انواع واحدهای نمایشگرهای تصویری، در فواصل بیشتر از 1 کیلومتر نیز اطلاعات به دست آورد. اگر تجهیزات پیشرفته‌تر، جهت دریافت و رمزگشایی استفاده شوند،حداکثر فاصله می‌تواند بسیار بیشتر باشد.
بازتاب‌های سازنده
آنچه توسط صفحه نمایش نشان داده می‌شود، در محیط منعکس می‌شود. می‌توان از  بازتاب‌های متغیر با زمان، که از صفحه‌های نمایش CRT منتشر می‌شوند، برای بازیابی تصویر اصلی صفحه نمایش، بهره‌برداری کرد. این یکی از روش‌های استراق سمع از راه دور بر روی داده‌هایی است که بر روی صفحه نمایش کامپیوتر دلخواه، از جمله نمایشگرهای LCD رایج در حال حاضر، نمایش داده می‌شوند.
این روش از بازتاب‌های تابش‌های نوری صفحه نمایش، بر روی اشیای مختلف که معمولاً  در نزدیکی صفحه یافت می‌شوند، بهره‌برداری و از این بازتاب‌ها برای بازیابی محتوای اصلی صفحه استفاده می‌کند. از جمله این اشیا می توان به عینک، قوری، قاشق، بطری های پلاستیکی و حتی چشم کاربر اشاره کرد. این حمله می‌تواند برای جاسوسی از روی فونت‌های کوچک، با استفاده از تجهیزات ارزان قیمت و آماده در فروشگاه‌ها (با قیمت کمتر از 1500 دلار)، تا فاصلهٔ 10 متر با موفقیت انجام گیرد. با تکیه بر تجهیزات گران‌قیمت‌تر می‌توان این فاصله را به بیش از 30 متری افزایش داد که این نشان می‌دهد که حملات مشابه از آن‌طرف خیابان و یا از نزدیکی ساختمان امکان‌پذیر است.
بسیاری از اشیایی که ممکن است در یک محل کار معمول پیدا شوند، می توانند برای بازیابی اطلاعات صفحه نمایش کامپیوتر توسط یک فرد خارجی مورد بهره برداری قرار گیرند. به ویژه نتایج خوبی از بازتاب بر روی عینک کاربر یا قوری واقع شده در میز کنار صفحه نمایش، به دست آمده است. بازتاب هایی که از چشم کاربر نشأت می گیرند نیز نتایج خوبی ارائه می دهند. با این حال، جاسوسی از راه دور از روی چشم‌ها دشوارتر است زیرا آنها با سرعت بالایی حرکت می‌کنند و به زمان نوردهی زیادی نیاز دارند. استفاده از تجهیزات گران‌قیمت‌تر که به زمان نوردهی کمتری نیاز دارند، به رفع این مشکل کمک خواهد کرد.
بازتاب های جمع شده از سطوح منحنی اشیای نزدیک صفحه، اطلاعات محرمانه نمایش داده شده روی صفحه را متوجه تهدید قابل توجهی می‌کند. برای پیشگیری در برابر این تهدید، می‌توان از پرده یا محافظ های قوی در برابر نور و اشکال مشابه، بر روی پنجره‌ها استفاده کرد اما در عین حال این اقدامات دیدن صفحه را برای کاربر نیز دشوار می‌کند. بیشتر کاربران متوجه این خطر نیستند و در یک روز آفتابی و زیبا تمایل دارند که پرده‌ها را باز بگذارند. بازتاب یک جسم ، یک نمایشگر کامپیوتر ، در یک آینه منحنی ، یک تصویر مجازی در پشت سطح بازتابنده ایجاد می‌کند. برای یک آینه تخت این تصویر مجازی دارای همان اندازه است و در پشت آینه با همان فاصله جسم اصلی قرار می‌گیرد، اما برای آینه های منحنی، اوضاع پیچیده‌تر است.
صفحه کلید
تابش‌های الکترومغناطیسی
صفحه کلید کامپیوتر اغلب برای انتقال داده های محرمانه مانند رمزهای عبور استفاده می شود. از آنجا که آنها دارای اجزای الکترونیکی هستند ، امواج الکترومغناطیسی ساطع می کنند. این امواج منتشر شده می توانند اطلاعات حساس مانند ضربه زدن به کلید را برملا کنند.به‌طور کلی، تابش های الکترومغناطیسی تهدیدی امنیتی برای تجهیزات کامپیوتری است.
رویکرد به این صورت است که سیگنال خام به‌طور مستقیم از آنتن به دست می‌آید و کل طیف الکترومغناطیسی دریافت شده، پردازش می‌شود. به لطف این روش، چهار نوع مختلف تابش الکترومغناطیسی سازگار با صفحه کلیدها شناسایی شده است که این امواج توسط صفحه کلیدهای با سیم و بی سیم منتشر شده‌اند. به وسیلهٔ این انتشارات، می‌توان اطلاعات حاصل از فشردن کلیدهای صفحه کلید را به‌طور کامل یا جزئی بازیابی کرد. در بهترین حملهٔ عملی، 95% اطلاعات کلیدهای فشرده شده، از یک صفحه کلید PS/2، از فاصلهٔ 20 متری و حتی با وجود دیوارها، بازیابی شد. به دلیل این که هر صفحه کلید یک اثر خاص مبنا بر ثابت نماندن فرکانس ساعت دارد، می‌تواند صفحه کلید منبع خروجی را تعیین کند، حتی اگر چندین صفحه کلید از یک مدل و به‌طور همزمان در حال استفاده باشند.
چهار روش مختلف به خطر انداختن تابش های الکترومغناطیسی در زیر شرح داده شده است:
تکنیک انتقال Falling Edge 
هنگامی که یک کلید فشرده می شود ، آزاد می شود یا نگه داشته می‌شود ، صفحه کلید بستهٔ اطلاعاتی را که به عنوان کد اسکن شناخته می شود به کامپیوتر می فرستد. روش مورد استفاده برای انتقال این کد اسکن ها یک ارتباط سریالی دو طرفه است ، بر اساس چهار سیم:  VCC (5 ولت)، زمین، داده و ساعت. سیگنال‌های ساعت و داده به‌طور یکسان تولید می شوند.از این رو ، تابش سازنده، ترکیبی از هر دو سیگنال است. با این حال ، لبه های داده ها و خطوط ساعت روی هم قرار ندارند. بنابراین ، می توان آنها را به راحتی جدا کرد تا سیگنال های مستقلی به دست آورد.
تکنیک انتقال عمومی
حمله از روش انتقال Falling Edge، محدود به بازیابی جزئی اطلاعات فشار دادن کلیدهاست. این محدودیت قابل توجهی است. GTT، یک حمله به روش انتقال Falling Edge است که ارتقا یافته و می‌تواند تقریباً همهٔ اطلاعات فشار دادن کلیدها را بازیابی کند. در واقع ، بین دو ردیابی ، دقیقاً یک داده در حال افزایش است. اگر مهاجمان بتوانند این انتقال را تشخیص دهند ، می توانند فشار کلیدها را به‌طور کامل بازیابی کنند.
تکنیک مدولاسیون
هارمونیک هایی که از تابش‌های غیرعمدی مانند تابش‌های منتشر شده توسط ساعت، عناصر غیرخطی، کراس‌تاک، آلودگی زمین و غیره حاصل می‌شوند، انتشارات الکترومغناطیسی به خطر می اندازند. تعیین دلایل تولید این تشعشعات سازنده، یک کار پیچیده است. این هارمونیک ها با حامل تقریباً 4 مگاهرتزی مطابقت دارند، که به احتمال زیاد ساعت داخلی ریزکنترلگر درون صفحه کلید هستند. این هارمونیک ها با سیگنالهای ساعت و داده ، که سیگنال‌های مدوله شده (در دامنه و فرکانس) هستند و حالت کامل سیگنال‌های ساعت و داده را توصیف می کنند ، همبستگی دارند. این بدان معنی است که کد اسکن را می توان به‌طور کامل از این هارمونیک ها بازیابی کرد.
تکنیک اسکن ماتریس
تولیدکنندگان صفحه کلید، کلیدها را به صورت ماتریسی مرتب می کنند. کنترل کنندهٔ صفحه کلید ، که غالباً یک پردازنده 8 بیتی است، ستون ها را یکی یکی تجزیه می کند و حالت‌های 8 کلید را به صورت همزمان بازیابی می کند. این فرایند چک کردن ماتریس را می توان به عنوان 192 کلید توصیف کرد (برخی از کلیدها ممکن است استفاده نشوند ، به عنوان مثال صفحه کلیدهای مدرن از 104/105 کلید استفاده می کنند) در 24 ستون و 8 ردیف مرتب شده‌اند. به مدت حداقل 3μs این ستون ها به‌طور مداوم و یک به یک پالس می شوند. بنابراین ، این پالس‌ها ممکن است به عنوان یک آنتن عمل کرده و باعث ایجاد تابش های الکترومغناطیسی شوند. اگر یک مهاجم قادر به گرفتن این امواج باشد، می تواند ستون ماتریس کلید فشرده شده را به راحتی بازیابی کند. حتی اگر این سیگنال، کلید فشرده شده را به‌طور کامل توصیف نکند ، باز هم اطلاعات جزئی در مورد کد اسکن منتقل شده ، به‌طور مثال شماره ستون ، می دهد.
توجه داشته باشید که روال چک کردن ماتریس در یک دور بی‌پایان ادامه پیدا می کند. وقتی هیچ کلیدی فشرده نمی شود ، ما هنوز سیگنالی متشکل از چندین قله با فاصله‌های مساوی داریم. از این امواج و سیگنال‌ها می‌توان برای تشخیص حضور کامپیوترهای قدرتمند از راه دور استفاده شود. در مورد صفحه کلیدهای بی سیم ، می توان از انتقال بی سیم داده ها به عنوان یک محرک الکترومغناطیسی استفاده کرد تا دقیقاً فشار یک کلید را تشخیص داد، در حالی که از محاسبه های اسکن ماتریس برای تعیین ستونی که متعلق به آن است استفاده می‌شود.
امواج صوتی
حملات علیه امواج صوتی ناشی از تایپ انسان در سال‌های اخیر مورد توجه قرار گرفته است. به‌طور خاص ، مدارک نشان می‌دهند که امواج صوتی ناشی از صفحه کلید موجب درز کردن اطلاعات می‌شود که می تواند برای بازسازی متن تایپ شده، مورد بهره‌برداری قرار گیرد.
صفحه کلیدهای رایانهٔ شخصی ، صفحه کلیدهای لپ‌تاپ در معرض حملات مبتنی بر افتراق صدا از کلیدهای مختلف هستند. این حمله، به عنوان ورودی، سیگنال صوتی ضبط شده حاوی یک کلمه تایپ شده توسط یک نفر بر روی صفحه کلید و یک فرهنگ لغت می‌گیرد. فرض بر این است که کلمه تایپ شده در فرهنگ لغت وجود دارد. هدف از این حمله بازسازی کلمهٔ اصلی از سیگنال است. این حمله یک  صدای ضبط شدهٔ 10 دقیقه ای از کاربر که متن انگلیسی را با استفاده از صفحه کلید تایپ می کند، در نظر می‌گیرد و سپس تا 96٪ از حروف تایپ شده را بازیابی می کند. این حمله ارزان تمام می‌شود زیرا  سخت افزارهای مورد نیاز، یک میکروفون سهموی و غیرتهاجمی است زیرا نیازی به نفوذ فیزیکی به سیستم ندارد. این حمله برای شناسایی کلید فشرده شده از یک شبکهٔ عصبی استفاده می‌کند. در این حمله، پردازش سیگنال و ساختمان داده‌ها و الگوریتم‌های کارآمد را با هم ترکیب می‌کنند، تا با موفقیت بتوانند تک کلمه‌هایی را که از 7 تا 13 حرف تشکیل شده‌اند،از یک فایل ضبط شده حاوی صدای فشردن کلیدها در هنگام تایپ کردن آن کلمات، بازیابی کنند. اگرچه صدای کلیک کردن(فشردن) کلیدهای مختلف صفحه کلید با گوش انسان مشابه شنیده می‌شود، در واقع صدای کلیک کردن بر روی هر کلید با هم متفاوت است، زیرا این کلیدها در موقعیت‌های مختلفی بر روی صفحهٔ کیبورد(صفحه کلید) واقع شده‌اند.
به‌طور متوسط در هر 20 کلیک، تنها 0/5 تشخیص نادرست وجود دارد که نشان می‌دهد در این حمله، صدای ایجاد شده از طریق صفحه کلید را در معرض استراق سمع قرار می‌دهند. این حمله بسیار کارآمد است و بازیابی هر کلمه در یک کامپیوتر استاندارد، کمتر از 20 ثانیه طول می‌کشد. طبق آمارهای به دست آمده از آزمایش این روش‌ها، با احتمال 90% یا بیشتر کلمات با 10 حرف یا بیشتر  و با احتمال 73% کل کلمات بازیابی شده‌اند. در عمل ، یک مهاجم انسانی به‌طور معمول می تواند تصادفی بودن متن را تشخیص دهد. یک مهاجم همچنین می تواند مواردی را که کاربر، نام کاربری و گذرواژه خود را تایپ می کند ، شناسایی کند. سیگنال های صوتی کوتاه حاوی یک کلمه با هفت حرف یا بیشتر به عنوان این موارد در نظر گرفته می‌شوند. این بدان معنی است که مدت سیگنال فقط چند ثانیه  است. چنین کلمات کوتاه اغلب به عنوان رمز عبور انتخاب می شوند. عوامل غالب مؤثر در موفقیت حمله ، طول کلمه و مهمتر از آن ، تعداد کاراکترهای(حروف) تکرار شده در کلمه است.
این فرایندی است که امکان بازیابی مؤثر یک کلمه از ضبط های صوتی صدای کلیک کردن بر روی صفحه کلید را فراهم می کند. اخیراً ، استخراج اطلاعات از نوع دیگری از تابش‌ها و امواج نشان داده شده است: امواج صوتی منتشر شده از دستگاه های مکانیکی مانند چاپگرهای ماتریس سوزنی.
جاسوسی صفحه کلید به صورت تصویری
اگرچه استخراج اطلاعات خصوصی با مشاهدهٔ شخصی که در حال تایپ کردن بر روی صفحه کلید است، ساده به نظر می‌رسد، اما اگر قرار باشد این فرایند به‌طور خودکار انجام گیرد، بسیار چالش‌برانگیز می‌شود. با این وجود، در خصوص نظارت طولانی مدت یا فعالیت طولانی کاربر، به یک ابزار خودکار نیاز است، زیرا یک انسان می‌تواند در هر دقیقه تنها چند کاراکتر را بازسازی کند. مقاله "کلیرشات: جاسوسی ورودی صفحه کلید از ویدئو" (ClearShot: Eavesdropping on keyboard input from video) روشی جدید برای بازیابی خودکار متن تایپ شده روی صفحه کلید را ارائه می‌دهد که صرفاً براساس ویدیوی تایپ کردن کاربر است.
تشخیص خودکار کلیدهایی که توسط کاربر فشرده می شوند مسئله‌ای دشوار است که به تجزیه و تحلیل پیچیدهٔ حرکت نیاز دارد. آزمایش ها نشان می‌دهد ، برای یک انسان ، بازسازی چند جمله نیاز به تجزیه و تحلیل ساعت‌ها حرکت آهسته فیلم‌ها دارد. مهاجم ممکن است یک دستگاه نظارت در اتاق قربانی نصب کند، ممکن است با سو استفاده از  آسیب پذیری در نرم‌افزار کنترل دوربین ، دوربین موجود را به کنترل خود درآورد یا به سادگی، می‌تواند دوربین تلفن همراه خود را به سمت صفحه کلید لپ‌تاپ قربانی که در یک فضای عمومی مشغول به کار است، بگیرد و تصویر را ضبط کند.
تحلیل بالزاروتی به دو مرحله اصلی تقسیم می شود. مرحلهٔ اول با استفاده از تکنیک‌های بینایی کامپیوتری، فیلم ضبط شده توسط دوربین را تجزیه و تحلیل می کند. برای هر فریم از ویدیو، با استفاده تجزیه و تحلیل بینایی کامپیوتری، مجموعه کلیدهایی را که احتمالاً فشار داده شده‌اند، مجموعه کلیدهایی را که قطعاً فشرده نشده‌اند و موقعیت فاصله‌ها(اسپیس) را محاسبه می کند. از آنجا که نتایج این مرحله از تجزیه و تحلیل، پر سر و صدا است ، مرحلهٔ دوم به نام تجزیه و تحلیل متن مورد نیاز است. هدف از این مرحله حذف خطاها با استفاده از هر دو روش حساس به زبان و متن است. نتیجهٔ این مرحله، متن بازسازی شده است ،  که هر کلمه در آن با لیستی از نامزدهای احتمالی نشان داده می شود که براساس احتمال رخداد آن‌ها، رتبه بندی می شوند.
چاپگر
امواج صوتی
با امواج صوتی، حمله و بازیابی متن چاپ شده توسط یک چاپگر ماتریس سوزنی، که یک متن انگلیسی را چاپ می‌کند، امکان‌پذیر می‌شود. اگر میکروفون به اندازه کافی به چاپگر نزدیک باشد، حمله می‌تواند از طریق صدای ضبط شده توسط آن انجام گیرد. اگر این حمله با میکروفونی در فاصله 10 سانتی متر از چاپگر انجام شود، می‌تواند تا 72٪ کلمات چاپ شده و در صورت داشتن دانش کافی در مورد متن ، تا 95٪ را بازیابی کند.
پس از یک مرحله آموزش مقدماتی، حمله کاملاً خودکار انجام می‌شود و از ترکیبی از یادگیری ماشین ، پردازش صدا و تکنیک های بازشناسی گفتار، از جمله ویژگی های طیف ، مدل‌های پنهان مارکوف و طبقه بندی خطی استفاده می‌شود. دلیل اساسی که می‌توان متن چاپ شده را بازسازی کرد، این است که اگر سوزن‌های بیشتری در یک زمان خاص سوزن بزنند، صدای ساطع شده بلندتر می شود. تعداد سوزن‌ها و شدت تابش صوتی به هم وابسته‌اند. یک مرحله آموزش انجام شد که در آن کلمات فرهنگ لغت چاپ می شوند و مشخصه ویژگی های صوتی این کلمات استخراج و در یک پایگاه داده ذخیره می شوند. از مشخصه ویژگی‌های آموزش دیده برای تشخیص متن چاپ شده انگلیسی استفاده شده است. اما ، این کار به سادگی انجام نمی‌شود. چالش های اصلی عبارتند از:
1. شناسایی و استخراج ویژگی‌های صدا که به‌طور مناسب امواج صوتی چاپگرهای ماتریس سوزنی را به دست می‌آورند.
2. جبران ویزگی های واضح نبودن و همپوشانی سیگنال‌ها که به وسیله پوسیدگی در مرور زمان، بر روی امواج صوتی ایجاد می‌شوند.
3. شناسایی و حذف کلمات به اشتباه تشخیص داده شده، برای افزایش درصد کلی کلماتی که به درستی شناسایی شده‌اند (میزان تشخیص).

## اجزای کامپیوتر
کارت رابط شبکه
حمله بر اساس زمان بندی
حملات بر اساس زمانبندی یک مهاجم را قادر می سازد تا با مشاهدهٔ زمان لازم برای پاسخگویی به درخواست‌های مختلف از سیستم، اسرار محرمانه را از یک سیستم امنیتی استخراج کند.
پوسته ایمن (SSH) به منظور ایجاد یک کانال امن بین دو میزبان طراحی شده است. علیرغم مکانیسم های رمزگذاری و احراز هویت که از آن استفاده می شود، پوسته ایمن نقاط ضعفی دارد. در حالت تعاملی ، هر ضربه بر روی یک کلید که کاربر تایپ می کند، بلافاصله پس از فشردن کلید در یک بسته IP جداگانه به دستگاه از راه دور ارسال می شود ، که اطلاعات مربوط به زمان بندی بین فشردن کلیدها در زمانی است که کاربر در حال تایپ کردن است.
تکنیک های آماری بسیار ساده برای آشکار کردن اطلاعات حساس مانند طول گذرواژه‌های کاربران یا حتی گذرواژه های اصلی کافی است.  بااستفاده از تکنیک های پیشرفته آماری در مورد زمان بندی جمع آوری شده از شبکه ، جاسوس می تواند اطلاعات قابل توجهی درباره چیزی که کاربران در جلسات SSH تایپ می‌کنند، به دست آورد. از آنجا که مدت زمانی که طول میکشد تا سیستم عامل پس از فشردن کلید بستهIP را بفرستد در مقایسه با زمان بندی بین فشردن کلید ها بسیار ناچیز است، جاسوس می تواند زمان بندی دقیق بین فشردن کلیدها توسط کاربر را از زمان رسیدن بسته های IP دریابد.
حافظه
شیمی فیزیکی
مشکل ماندن داده‌ها نه تنها محدوده RAM و سلول های حافظه غیر فرار را تحت تاثیر قرار میدهند بلکه میتواند در محدوده های دیگر موجب اثرات حامل گرم شود(که ویژگیهای نیمه هادی‌های دستگاه را تغییر می‌دهد ) و بسیاری اثرات مختلف دیگر که در کنار مشکلات ماندگاری سلول حافظه رخ می‌دهد. در نتیجهٔ این مشکل به‌طور کلی می‌توان داده را از این سلول‌ها و از نیمه هادی‌های دستگاه تحلیل و بازیابی کرد به‌طوری که در تئوری باید خیلی قبل تر این داده ها از بین می رفتند.
الکترومیگراسیون، به معنای انتقال فیزیکی اتم به مکان های جدید (برای تغییر فیزیکی دستگاه خود) نوع دیگری از حمله است. این شامل جابه‌جایی اتم‌های فلز به دلیل چگالی زیاد جریان است ، پدیده‌ای که در آن اتم‌ها توسط "باد الکترون" در جهت مخالف جریان متعارف حمل می شوند و در الکترود منفی و تپه ها و ,ویسکرها در الکترود مثبت خلا تولید می‌کنند. تشکیل خلأ منجر به افزایش موضعی چگالی جریان و گرم شدن ژول (برهم کنش الکترون‌ها و یون‌های فلزی برای تولید انرژی گرمایی) و تولید اثرات الکترومیگراسیون بیشتر می شود. هنگامی که تنش خارجی برطرف می شود ، سیستم آشفته تمایل به بازگشت به حالت تعادل اصلی خود را دارد ، و در نتیجه جریان برگشتی ایجاد می کند که برخی از آسیب های الکترومیگراسیون را التیام می‌بخشد.
به عنوان مثال ، حفره های خلا منجر به افزایش مقاومت سیم و رشد ویسکرها منجر به تشکیل تماس و نشت جریان می شود.
دما
برخلاف تصور رایج ، DRAM‌هایی که در اکثر رایانه های مدرن استفاده می شود پس از قطع برق حتی در دمای اتاق و حتی اگر از مادربورد جدا شوند، محتوای خود را برای چند ثانیه حفظ می کنند.
بسیاری از محصولات با استفاده از کلیدهای مخفی یا سایر متغیرهایی که تجهیزات اپراتور قادر به خواندن یا تغییر آنها نیست، محاسبات رمزنگاری شده و سایر محاسبات مربوط به امنیت را انجام می دهند. راه حل معمول این است که داده های محرمانه در حافظه فرار درون محفظه حسگر حساس به دستکاری نگهداری شوند. پردازنده‌های امنیتی معمولاً مواد كلیدی مخفی را در RAM استاتیك ذخیره می كنند كه در صورت دستكاری دستگاه ، برق از آن جدا می شود. در دمای 20- درجه سانتیگراد ، محتوای SRAM می تواند "منجمد" شود. دانستن مدت زمانی که یک دستگاه RAM استاتیک پس از قطع برق داده را در خود نگه می دارد، جالب است. دمای پایین می تواند زمان ماندگاری اطلاعات SRAM را به چند ثانیه یا حتی چند دقیقه افزایش دهد.
بهره برداری خواندن/نوشتk به لطف FireWire
ماکسیمیلین دورنسیف در این اسلایدها تکنیکی را ارائه داده است که به او امکان می دهد، با استفاده یک آی‌پاد کنترل کامپیوتر اپل را در دست بگیرد. این حملات به اولین مرحله عمومی که در آن نرم‌افزار آی‌پاد اصلاح شده بود، نیاز داشتند تا در گذرگاه فایروایر به عنوان کنترلگر رفتار کند. هنگامی که iPod به پورت فایروایر متصل شد ، آی‌پاد به‌طور کامل دسترسی خواندن یا نوشتن در کامپیوتر اپل را داشت. فایروایر توسط دستگاه های صوتی ، چاپگرها ، اسکنرها ، دوربین ها ، GPS و غیره استفاده می شود. به‌طور کلی ، یک دستگاه متصل شده توسط فایروایر دسترسی کامل (خواندن / نوشتن) دارد. در واقع ، استاندارد OHCI (استاندارد فایروایر) به شرح زیر است:
درخواست های فیزیکی ، از جمله خواندن فیزیکی ، نوشتن فیزیکی و درخواست قفل به برخی از ثبات های CSR، مستقیماً توسط کنترل کننده میزبان و بدون کمک نرم‌افزار سیستم انجام می شود.
- استاندارد OHCI
بنابراین، هر دستگاهی که توسط فایروایر متصل شود می تواند داده‌ها را روی حافظهٔ کامپیوتر بخواند و بنویسد. به عنوان مثال ، یک دستگاه می تواند:
- محتویات صفحه را بگیرید؛
- کافی است رشته هایی مانند "ورود به سیستم" یا "گذرواژه" را در حافظه جستجو کنید؛
- مواد کلیدی احتمالی را اسکن کنید؛
- کلیدهای رمزنگاری ذخیره شده در RAM را جستجو کنید؛
- برای درک طرح حافظه منطقی ، کل حافظه فیزیکی را تجزیه کنید؛

یا
- حافظه را بهم بریزید؛
- محتوای صفحه را تغییر دهید؛
- UID / GID یک فرایند خاص را تغییر دهید؛
- کد را به یک فرایند وارد کنید؛
- یک فرایند اضافی وارد کنید؛

پردازنده
حمله به حافظه نهان (Cache)
برای افزایش توان محاسباتی ، پردازنده‌ها معمولاً به یک حافظه نهان مجهز هستند که تأخیر دسترسی به حافظه را کاهش می‌دهد. وقتی داده‌ها در جایی نیست که پردازنده به دنبال آن است ، به آن cache-miss گفته می شود. متأسفانه حافظه پنهان فقط بخش کوچکی از داده های برنامه را شامل می شود و می تواند تأخیر بیشتری را در صورت cache-miss به تراکنش حافظه وارد کند. این امر همچنین شامل مصرف برق اضافی است، که به دلیل فعال شدن دستگاه‌های حافظه در سلسله مراتب حافظه اتفاق می‌افتد. در نتیجهٔ cache-miss، حمله به الگوریتم های رمزگذاری شده متقارن مانند DES میسر می‌شود. ایدهٔ اصلی ارائه شده در این مقاله این است که در هنگام اجرای الگوریتم رمزگذاری شده AES بر روی یک متن ساده شناخته شده توسط  پردازنده، حافظه نهان را وادار به cache-miss کنیم. این حملات، حتی با وجود روش‌های تقسیم بندی مانند حفاظت از حافظه، جعبهٔ شنی و مجازی سازی، به یک فرایند غیرمجاز اجازه می‌دهد تا به سایر پردازش‌های در حال انجام، در همان پردازنده حمله کند.
حمله بر اساس زمان بندی
با اندازه گیری دقیق مدت زمان لازم برای انجام عملیات خصوصی کلیدی، مهاجمان ممکن است قادر به یافتن نمایندگان ثابت دیفی-هلمن ، کلیدهای فاکتور RSA  و شکستن سایر سیستم های رمزنگاری شوند. در برابر یک سیستم آسیب پذیر، حمله از نظر محاسباتی ارزان است و اغلب فقط به داشتن متن رمزنگاری شده نیاز دارد. این حمله می تواند به عنوان یک مشکل تشخیص سیگنال تلقی شود. سیگنال حاوی زمانبندی های مختلف به دلیل بیت نماینده مورد نظر و  نتیجهٔ نویز های به دست آمده از عدم دقت در اندازه گیری ها و زمان بندی های مختلف به دلیل بیت‌های نماینده ناشناخته است. خصوصیات سیگنال و نویز، تعداد اندازه گیری‌های زمان مورد نیاز برای حمله را تعیین می کند. حملات زمان بندی می تواند به‌طور بالقوه در برابر سایر سیستم‌های رمزنگاری، از جمله توابع متقارن، استفاده شود.
افزایش امتیاز
همچنین نگاه کنید به: در پشتی سخت افزاری
یک درپشتی پردازنده ساده و عمومی می تواند توسط مهاجمان به عنوان ابزاری برای افزایش امتیاز به معنای دستیابی به امتیازاتی معادل امتیازات هر سیستم عامل موجود استفاده شود. همچنین یک پردازش غیر مجاز از یکی از دامنه‌های دعوت شدهٔ غیر مجاز بر روی نمایشگر یک ماشین مجازی، می‌تواند امتیازی معادل نمایشگر ماشین مجازی پیدا کند. لوییک دوفلو پردازنده های اینتل را در مقاله "اشکالات پردازنده ، درهای پشتی پردازنده و عواقب امنیتی"(CPU bugs, CPU backdoors and consequences on security) مطالعه کرد؛ او توضیح می‌دهد که پردازنده، چهار حلقه امتیاز مختلف را تعریف می کند که از 0 (بیشترین امتیاز) تا 3 (حداقل امتیاز) شماره گذاری شده است. کد هسته معمولاً در حلقه 0 اجرا می شود ، در حالی که کد فضای کاربر به‌طور کلی در حلقه 3 اجرا می شود. استفاده از برخی دستورالعمل های حیاتی برای امنیت در زبان اسمبلی  به کد 0 محدود شده است. برای افزایش امتیاز از طریق در پشتی، مهاجم باید:
1. با قرار دادن CPU در حالت دلخواه ، در پشتی را فعال کنید؛
2. وارد کردن(تزریق) کد و اجرای آن در حلقه 0؛
3. دوباره به حلقه 3 برگردید تا سیستم را به حالت پایدار برگردانید. در واقع ، هنگامی که کد در حلقه 0 در حال اجرا است ، تماس های سیستم(System calls) کار نمی کنند: ترک سیستم در حلقه 0 و اجرای تماس سیستمی تصادفی(Random System call) (به‌طور معمول از سیستم خروج()(()exit)) احتمالاً سیستم را خراب می کند.

درهای پشتی که لوییک دوفلو ارائه می‌دهد، ساده است زیرا فقط رفتار سه دستورالعمل زبان اسمبلی را اصلاح می کند و شرایط فعال‌سازی بسیار ساده و خاصی دارند، به همین دلیل احتمال فعال شدن آن‌ها به صورت تصادفی بسیار کم است. اختراعات اخیر شروع به هدف قرار دادن این نوع از حمله های تشدید مبتنی پردازنده کردند.